# Lambda Serpentis
Lambda Serpentis is een gele dwerg met een spectraalklasse van G0.V. De ster bevindt zich 38,86 lichtjaar van de zon.